# Македон (митологија)
Македон (грч. Μακεδών) је легендарна личност из грчке митологије и епонимски предак античких Македонаца. Име је грчког порекла, а у етимолошком смислу изведено је из старогрчког назива за горштаке, односно људе који живе у горским (брдским и планинским) крајевима. Према старогрчком песнику Хесиоду (8. век старе ере), Македон је био син бога Зевса и Тије, ћерке Деукалиона и Пире, а имао је и брата Магнета. У античкој традицији постоје и другачије легенде о његовом пореклу.